# خلأ کیهانی

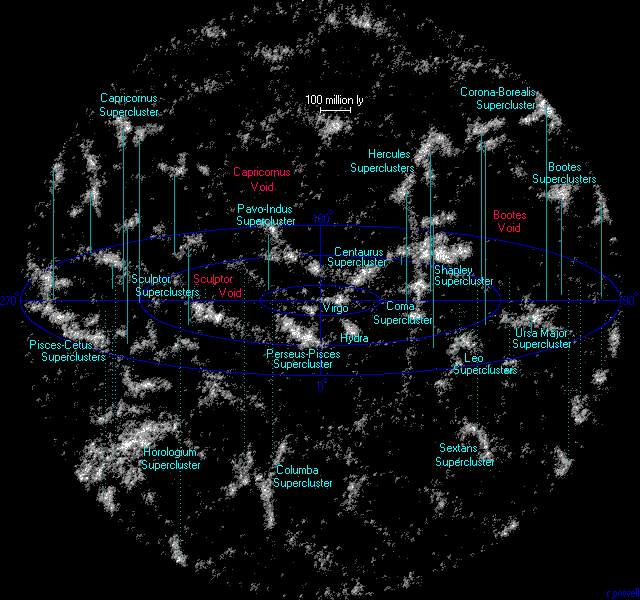
جهان در محدوده شعاع یک میلیارد سال نوری (۳۰۷ مگا پارسک) از زمین، ابرخوشه‌های کهکشانی و خلأهای کیهانی در تصویر نمایان هستند.

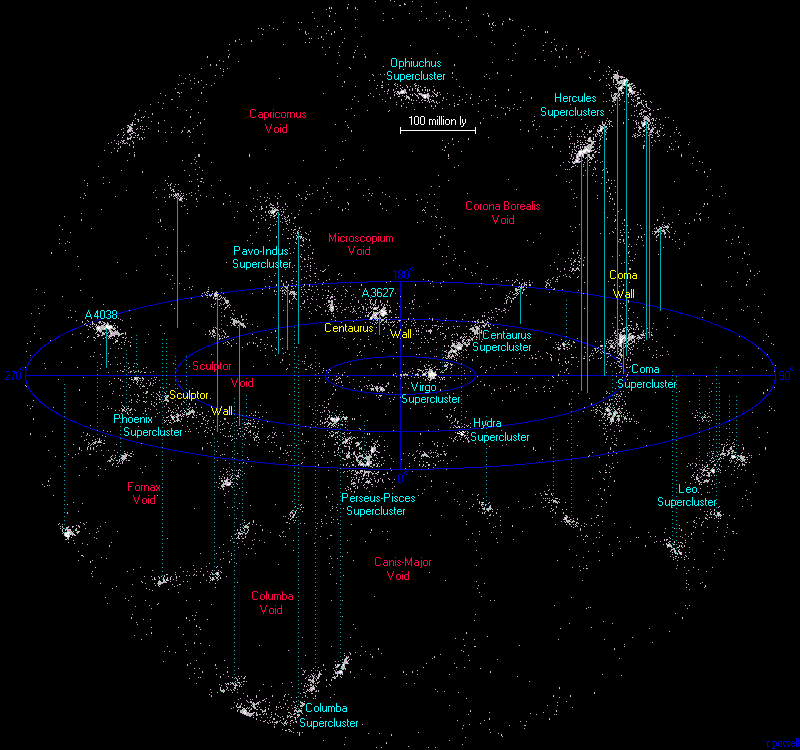
جهان در محدوده ۵۰۰ میلیون سال نوری، نزدیک‌ترین رشته‌های کهکشانی در تصویر به چشم می‌خورند

در اخترشناسی، خلأ کیهانی (به انگلیسی: Cosmic void)، تهی‌گاه یا نواحی پوچ کیهانی به مناطق وسیع و کم‌تراکم در کیهان اشاره دارد که در آن‌ها کهکشان‌ها، گازها یا سایر انواع ماده بسیار کمتر از تراکم متوسط کل جهان وجود دارند.
تراکم متوسط آنها به‌طور قابل توجهی کمتر از حد معمول (گاهی اوقات فقط یک دهم) در جهان است.
البته این «تهی بودن» نسبی است. در حالی که خلأها، کهکشان‌های بسیار کمتری نسبت به فضای کیهانی معمولی دارند، اما کاملاً خالی از ماده نیستند. کهکشان‌های پراکنده و ذرات گاز و غبار هنوز هم می‌توانند در داخل آنها یافت شوند.
خلأها واقعاً عظیم هستند. آنها می‌توانند تا صدها میلیون سال نوری امتداد داشته باشند و آنها را به یکی از بزرگ‌ترین ساختارها در جهان تبدیل کنند. شکل آنها به دور از کره‌های کامل است. در عوض، آنها تمایل دارند نامنظم و به هم پیوسته باشند و یک ساختار تار عنکبوتی وسیع را در سراسر جهان تشکیل می‌دهند.

## پیشینه
داستان پیدایش خلأهای کیهانی یا تهی‌گاه‌ها ما را به اوایل جهان می‌برد، زمانی که ماده به‌طور یکنواخت توزیع نشده بود. نوسانات جزئی در چگالی وجود داشت. مناطق متراکم‌تر، تحت تأثیر گرانش، خود را به هم کشیدند و در نهایت با فروپاشی، کهکشان‌ها و خوشه‌های کهکشانی را تشکیل دادند. از سوی دیگر، مناطق کم‌تراکم، کم‌تراکم باقی ماندند و به خلأهای کیهانی تبدیل شدند که امروزه مشاهده می‌کنیم.
خلأها می‌توانند فوق‌العاده بزرگ باشند و صدها میلیون سال نوری را در بر بگیرند. آنها کاملاً خالی نیستند، بلکه تعدادی کهکشان و ماده در آنها وجود دارد. شکل آنها نامنظم است و آنها بخشی از ساختار کیهانی وسیع و تارعنکبوتی جهان را تشکیل می‌دهند.
تهی‌گاه‌ها نخستین بار در سال ۱۹۷۸ در خلال مطالعه‌ای که توسط استیفن گرگور و لیرد ای. تامسون در رصدخانه ملی کیت پیک انجام می‌شد، کشف شدند.
نمونه‌هایی از خلأهای معروف:
- خلأ کی‌بی‌سی: واقع در نزدیکی صورت فلکی گاو، این یکی از بزرگ‌ترین خلأهای شناخته شده‌است.
- خلأ محلی: کهکشان راه شیری خودمان در داخل یک خلأ کیهانی محلی قرار دارد. این خلأ به اندازه خلأ کی‌بی‌سی وسیع نیست، اما به هر حال در مقایسه با محیط کیهانی وسیع‌تر، چگالی کهکشان‌های آن کمتر از حد متوسط است.

خلأها سرنخ‌هایی در مورد ماهیت انرژی تاریک، نیروی مرموزی که باعث انبساط شتاب‌دار جهان می‌شود، ارائه می‌کنند. اعتقاد بر این است که این نیروی نامرئی باعث انبساط شتاب‌دار جهان می‌شود و مطالعه نحوه تکامل خلأها در طول زمان می‌تواند به ما در درک تأثیر آن کمک کند. مطالعه خصوصیات خلأها، مانند اندازه و توزیع آنها، به اصلاح مدل‌های کیهان‌شناسی ما کمک می‌کند. این مدل‌ها منشأ و تکامل جهان را توضیح می‌دهند و ویژگی‌های خلأ، نقاط داده ارزشمندی برای این مدل‌ها ارائه می‌کنند. مطالعه نحوه تکامل اندازه و شکل خلأها به اصلاح مدل‌های مربوط به نحوه شکل‌گیری و تغییر جهان کمک می‌کند.
خلأها بخش جدایی‌ناپذیر از ساختار بزرگ مقیاس جهان هستند و ماهیت نسبتاً خالی آنها محیطی منحصر به فرد برای مطالعه اثرات انرژی تاریک و تکامل جهان را فراهم می‌کند.

## شرح
خلأهای کیهانی عموماً قطری از ۱۱ تا ۱۵۰ مگا پارسک دارند و به نواحی پوچ بزرگی که عاری از ابرخوشه‌های کهکشانی هستند خلأ عظیم یا ابر تهی‌گاه (به انگلیسی: Supervoid) گفته می‌شود. خلأهای کیهانی که در مناطق چگال‌تر قرار دارند از نواحی تهی که در مناطق کم‌تراکم‌تر قرار دارند، کوچکترند.
گمان می‌رود که خلأهای کیهانی بر اثر نوسانات آکوستیک باریون در مه‌بانگ پدید آمده‌ باشند. این با شروع از ناهمسانگردی‌های کوچک ناشی از اغتشاشات کوانتومی در جهان اولیه با گذر زمان گسترش یافتند و سرانجام این ساختار کف-مانند «وب کیهانی» از تهی‌گاه‌ها و رشته‌های کهکشانی که امروزه مشاهده می‌شود، شکل گرفت.
بر پایه اثر زاکس-ولف، به نظر می‌رسد که تهی‌گاه‌ها با دمای مشاهده‌شده از تابش زمینه کیهانی مرتبط باشند. بخش‌های سردتر با خلأهای کیهانی در تناظر هستند، درحالی‌که بخشهای گرمتر با رشته‌های کهکشانی متناظرند. با توجه به اینکه اثر زاکس ولف تنها زمانی قابل توجه است که جهان از تابش یا انرژی تاریک پر شده باشد، وجود تهی‌گاه‌ها برای ارائه شواهد فیزیکی انرژی تاریک بسیار بااهمیت است.

## خاستگاه
هر نظریه‌ای برای خاستگاه این ساختارها در بزرگ‌ترین مقیاس‌ها باید پیدایش و آرایش این خلأها را که با گستره‌هایی در حدود 100 Mpc (مگا پارسک) - که معادل ۳۲۶ میلیون سال نوری است - رخ می‌دهند، توضیح دهد.
اگر سرعت ذاتیِ معمولی یک کهکشان را حدود ۶۰۰ کیلومتر بر ثانیه (= 0.002c) در نظر بگیریم، ۱۶۳ میلیارد سال طول می‌کشد تا یک کهکشان به‌طور کامل چنین حفره‌هایی را طی کند، که ۱۲ برابر سن جهان ۱۳٫۸ میلیارد ساله است.
در نتیجه، بسیار بعید است که خلأها توسط حرکات ذاتیِ رو به بیرون کهکشان‌ها ایجاد شده باشند. در عوض، کهکشان‌ها باید تقریباً در همان جایی که اکنون هستند، نسبت به خلأها شکل گرفته باشند و خلأها توزیع کهکشان‌ها را در زمان شکل‌گیری آنها نشان می‌دهند.
از آنجا که ماده باریونی (ماده «معمولی» که با تابش تعامل دارد) در اوایل جهان برای تشکیل ساختارهایی از طریق گرانش بسیار همگن بود، به نظر می‌رسد ماده تاریک که در حال حاضر کاملاً عجیب به نظر می‌رسد و فقط از طریق اثر گرانشی خود بر حرکات کهکشان‌ها قابل تشخیص است، نقش ساختاری داشته باشد.
کهکشان راه شیری، کهکشان آندرومدا که حدود ۲٫۵ میلیون سال نوری فاصله دارد، سایر اعضای گروه محلی و گروه‌های کهکشانی نزدیک، به همراه مرکز خوشه کهکشانی دوشیزه در ۶۵ میلیون سال نوری، مرکز خوشه کما (Abell 1656) و خوشه کهکشانی لئو (Abell 1367) در فاصله تقریباً ۳۰۰–۴۵۰ میلیون سال نوری، یک رشته عظیم را تشکیل می‌دهند.
این ساختار تار عنکبوتی به سمت نورما، در جنوب عقرب، در جهت جاذب بزرگ و ابرخوشه شپلی که پشت آن قرار دارد، حرکت می‌کند.
تاکنون تنها شواهد مستقیم قابل مشاهده برای رشته‌ها، یک ابر گاز در اطراف کوازار UM287 است که حداقل ۲ میلیون سال نوری وسعت دارد.
بررسی‌های سال ۲۰۲۱ نشان می‌دهد که رشته‌ها در حال چرخش هستند.
خلأهایی که تاکنون به‌طور مستقیم مشاهده شده‌اند، عمدتاً قطر ۱۰۰ میلیون سال نوری دارند. بزرگ‌ترین خلأ تا کنون، که در سال ۲۰۰۷ کشف شد، خلأ عظیم جوی است. با قطر تقریباً یک میلیارد سال نوری، این خلأ حدود ۱۰۰۰ برابر حجم خلأهای معمولی است.